# Francesco Tabai
Francesco Tabai (Gorizia, 22 febbraio 1908 – Gorizia, 3 settembre 1984) è stato un triplista e lunghista italiano.

## Biografia
Prese parte ai Giochi olimpici di Los Angeles nel 1932 conquistando il decimo posto nel salto triplo. Fu cinque volte campione italiano assoluto tra il 1931 e il 1937: una volta del decathlon, due nel salto in lungo e due nel salto triplo.

## Palmarès
| Anno | Manifestazione  | Sede        | Evento       | Risultato | Prestazione | Note |
| ---- | --------------- | ----------- | ------------ | --------- | ----------- | ---- |
| 1932 | Giochi olimpici | Los Angeles | Salto triplo | 10º       | 14,29 m     |      |

## Campionati nazionali
- 1 volta campione italiano assoluto del decathlon (1931)
- 2 volte campione italiano assoluto del salto in lungo (1933, 1934)
- 2 volte campione italiano assoluto del salto triplo (1936, 1937)

1931
- Oro ai campionati italiani assoluti, decathlon - 6200,795 p.

1932
- Argento ai campionati italiani assoluti, salto triplo - 14,06 m

1933
- Oro ai campionati italiani assoluti, salto in lungo - 7,28 m
- Argento ai campionati italiani assoluti, salto triplo - 14,27 m

1934
- Oro ai campionati italiani assoluti, salto in lungo - 7,16 m

1935
- Bronzo ai campionati italiani assoluti, salto in lungo - 7,05 m

1936
- Oro ai campionati italiani assoluti, salto triplo - 14,48 m

1937
- Oro ai campionati italiani assoluti, salto triplo - 14,81 m
- Bronzo ai campionati italiani assoluti, salto in lungo - 6,99 m